# Uppvidinge
Uppvidinge is een Zweedse gemeente in de provincie Kronobergs län. Ze heeft een totale oppervlakte van 1232,6 km² en telde 9514 inwoners in 2004.

## Plaatsen
| # | Plaats               | Inwoneraantal |
| - | -------------------- | ------------- |
| 1 | Åseda                | 2 518         |
| 2 | Lenhovda             | 1 714         |
| 3 | Norrhult-Klavreström | 1 269         |
| 4 | Alstermo             | 859           |
| 5 | Älghult              | 481           |
| 6 | Fröseke              | 220           |